# Ancylopus
Ancylopus es un género de coleópteros de la familia Endomychidae.

## Especies
Las especies de este género son:
- Ancylopus 4-maculatus
- Ancylopus ceylonicus
- Ancylopus concolor
- Ancylopus conjunctus
- Ancylopus glaberrimus
- Ancylopus indicus
- Ancylopus madecassus
- Ancylopus melanocephalus
- Ancylopus neglectus
- Ancylopus nigrothoracica
- Ancylopus phungi
  - Ancylopus phungi borealior
  - Ancylopus phungi phungi
- Ancylopus pictus
  - Ancylopus pictus asiaticus
  - Ancylopus pictus indianus
  - Ancylopus pictus papuanus
  - Ancylopus pictus philippinicus
  - Ancylopus pictus pictus
  - Ancylopus pictus plicatus
- Ancylopus testaceus
- Ancylopus villiersi